# جاي جي كوينتيل
جيمس جارلاند «جاي جي» كوينتيل (بالإنجليزية: James Garland "J.G." Quintel)‏ (ولد في 13 سبتمبر، 1982، هانفورد، الولايات المتحدة) هو ممثل بالصوت، ورسام، وكاتب تلفزيوني، ومنتج ومخرج أمريكي معروف بابتكاره للسلسلة الكرتونية الشهيرة العرض العادي، تولى كوينتيل في إطار نفس السلسة التمثيل صوتي عن شخصيتي «مورديكاي» و«هاي فايف غوست»، ومن جهة أخرى يعتبر كوينتيل أحد مبتكري سلسلة «أغلق كفى» الذي سيبث على قناة TBS. كما عمل مدير إبداعي وفنان لوحة قصص على سلسلة مغامرات فلاب جاك وهي سلسلة رسوم متحركة تم بثها على كرتون نيتورك من يونيو 2008 إلى أغسطس 2010 وأيضا الكاتب والمؤلف لسلسلة «كامب لازلو» من 2006-2008.
في ديسمبر 2009، رشحت ASIFA-هوليوود كوينتيل لجائزة أني في فئة «الإخراج في الإنتاج التلفزيوني» عن أعماله في إحدي حلقات مغامرات فلاب جاك. في سبتمبر 2011، رشحت أكاديمية فنون وعلوم التلفزيون كوينتيل لجائزة الإيمي برايم تايم عن فئة برنامج الرسوم المتحركة القصير المتميز عن عمله ضمن العرض العادي. وقد كانت جل أعماله مؤخرًا في كرتون نتورك ستوديوز في بوربانك، كاليفورنيا، مكرسة تماما بتطوير حلقات سلسلة العرض العادي.
في مايو 2017، أعلنت قناة TBS أنها ستعرض سلسلة رسوم متحركة جديدة طورت من قبل كوينتيل تحت عنوان «قريب بما فيه الكفاية»، وهو إنتاج مشترك لاستوديوهات كرتون نتورك.

## الحياة الشخصية

### برامج تلفزيونية
- حرب النجوم: إستنساخ الحروب (مسلسل تلفزيوني 2003) 2004
- كامب لازلو 2005 - 2008
- فارس وفادي 2008
- مغامرات فلاب جاك 2008 - 2010
- وقت المغامرة 2010 - 2017
- جوائز هول اوف غيم 2012
- غامبول 2017
- قريب بما فيه الكفاية 2020

### أفلام
- The Naive Man from Lolliland 2005
- 2 in the AM PM 2006
- هورتن يسمع هووو! 2008
- العرض العادي: الفيلم 2015

## روابط خارجية
- جاي جي كوينتيل على موقع IMDb (الإنجليزية)
- جاي جي كوينتيل على موقع أول موفي (الإنجليزية)
- جاي جي كوينتيل على موقع قاعدة بيانات الفيلم (الإنجليزية)